# 난시구 (타이난시)

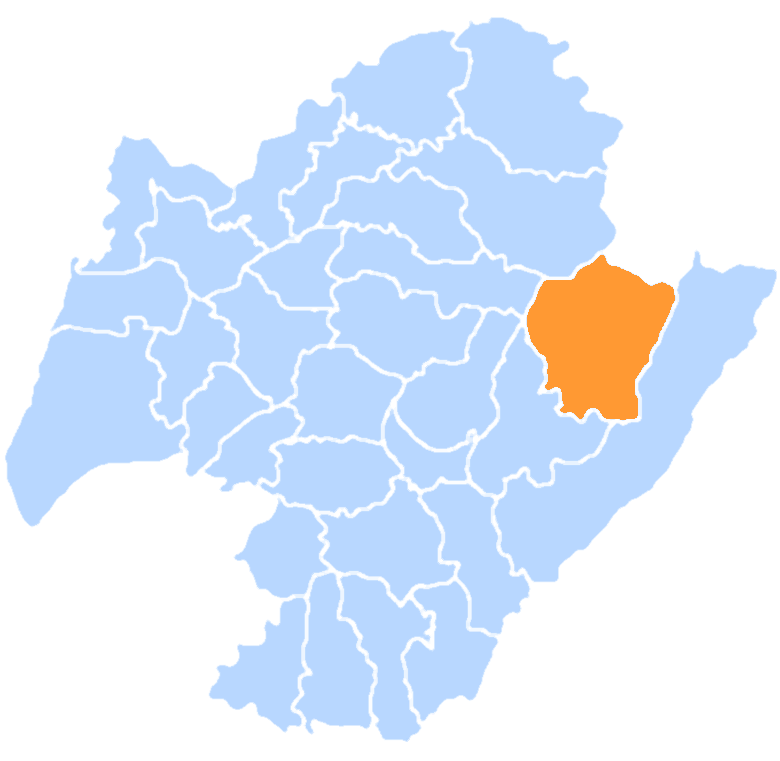
난시구의 위치

난시구(한국어: 남서구, 중국어: 楠西區, 병음: Nánxī Qū)는 중화민국 타이난시의 시할구이다. 넓이는 109.6316km2이고, 인구는 2015년 8월 기준으로 10,063명이다.

## 지리
난시향은 타이난시 북동단에 위치하고 북쪽은 둥산향, 자이현 다푸향과 동쪽은 난화향과 서쪽은 류자향, 다네이향과 남쪽은 위징향과 각각 접하고 있다. 다푸향과의 경계에는 타이완 최대의 쩡원 댐이 존재하고 있다. 아리산산맥의 말단에 위치해 사방이 산에 둘러싸여 있고 그 중앙에 다우룽 분지가 펼쳐져 있다.

## 역사
난시향은 예전에는 추족의 거주지이며, 후에 시라야족 가발사가 진출했다. 옛 이름은 가발산후(茄抜山後)이다. 1915년, 타파니 사건 때, 주민이 사건에 말려 들어 목숨을 잃어 인구가 큰폭으로 감소하였다. 1920년의 타이완 지방제 개편 때, 이곳이 난쯔셴시(楠梓仙溪)의 서쪽에 위치하고 있는 것에서 난세이(楠西)로 개칭되어 다이난주 신카군의 관할이 되었다. 전후에는 타이난현 난시향으로 고쳐졌다.
2010년 12월 25일, 타이난현과 타이난시가 합병하며 타이난시 난시구가 되었다.

## 같이 보기
- 타이난시